# 乔治·塞林
乔治·塞林（英語：George Saling，1909年7月27日—1933年4月15日），美国男子田径运动员，主攻跨栏。他曾代表美国参加1932年夏季奥林匹克运动会田径比赛，获得男子110米栏金牌。